# Albert Beyer (Widerstandskämpfer)
Albert Beyer (* um 1900; † nach 1935) war ein deutscher Kommunist und Widerstandskämpfer in der Zeit des Nationalsozialismus. Er lebte zeitweilig in Köpenick.

## Leben
Albert Beyer, wohnhaft in der damaligen Stadt Köpenick (1920 eingemeindet nach Berlin), trat frühzeitig in den Spartakusbund ein. Im Oktober 1918 wechselte er in die USPD.
Schließlich wurde Beyer Mitglied des kommunistischen Jugendverbandes und kämpfte von Anfang an gegen den Faschismus in Deutschland. Zusammen mit Gleichgesinnten, auch Sozialdemokraten, wie Karl Koch, Paul Hein, Karl Thiersch, Gustav Funke, Friedrich Förster, Julius Koch, Richard Kanzler, Hermann Firchau und Richard Stösche sorgte er in der Umgebung von Berlin, die übrigen Kommunisten auch in Naumburg, Freyburg an der Unstrut und Bad Kösen für den Vertrieb kommunistischen Schrifttums wie Der Bolschewik, Der Klassenkampf, Die Rote Fahne und Die Junge Garde. Sie alle wurden um 1933 verhaftet und ihnen wurden Schauprozesse gemacht. Vom 5. Strafsenat des Berliner Kammergerichts, der in Naumburg tagte, wurden am 19. Juni 1935 schließlich sieben Angeklagte wegen „hochverräterischer Tätigkeit“ und „Beseitigung der Reichsverfassung“ zu Zuchthausstrafen verurteilt. Albert Beyer musste für ein Jahr und 9 Monate ins Zuchthaus.

## Kurzzeitige Ehrung
Im Jahr 1945, kurz nach dem Ende des Zweiten Weltkriegs, benannten Mitarbeiter der neuen Bezirksverwaltung von Berlin-Köpenick die Kiekebuschstraße in Albert-Beyer-Straße um. Der zuständige Magistrat von Berlin bestätigte jedoch 1948 den Namen nicht, sondern beließ es beim früheren Straßennamen.